# Vrouw Maria (schip, 1748)
De Vrouw Maria was een Nederlands zeilschip dat op 9 oktober 1771 zonk in de Oostzee in de territoriale wateren van Finland ter hoogte van Nagu. Het schip was gebouwd als snebschip (ramschip), waardoor het geschikt was als koopvaardijschip, maar ook oorlogshandelingen kon uitvoeren. Dit soort schepen was toegerust met vijf tot zestien boordkanonnen, en bezat een scherpe boeg (sneb, snebbe ofwel snavel) met een lange boegspriet om andere schepen te kunnen aanvallen in tijden van oorlog. Meestal waren deze schepen tweemasters, maar ook een enkele keer een driemaster.

## Geschiedenis
De Vrouw Maria vertrok op 5 september 1771 uit Amsterdam met als bestemming Sint-Petersburg. Op 23 september werd Helsingør (Denemarken) aangedaan. Op 3 oktober kwam het schip in een storm terecht en liep aan de grond bij het eiland Jurmo. Het schip werd lek geslagen. De pogingen van de bemanning om het schip te redden waren echter tevergeefs. Na enkele dagen zonk de Vrouw Maria op 9 oktober. 
In 1999 werd het scheepswrak ontdekt door Rauno Koivusaari (Pro Vrouw Maria).

## Lading
Tot de lading behoorden 27 schilderijen van de hand van Hollandse meesters, door Catharina II van Rusland aangekochte kunstwerken bestemd voor de Hermitage (onder meer schilderijen van Gerrit Dou, Gabriel Metsu en Philips Wouwerman). De waardevolle werken waren op een veiling aangeboden na het overlijden van kunstverzamelaar Gerrit Braamcamp. 
De lading bestond verder uit suiker, textiel, kleurstoffen en kleipijpen.

## Berging
De in maart 2008 voltooide sonar- en röntgenonderzoeken hebben uitgewezen dat de romp in een verrassend goede staat verkeert. Het schip bevindt zich op een diepte van 41 meter. Het is de bedoeling dat het wordt geborgen en tentoongesteld. De Finse overheid besloot deze plannen niet door te zetten. Een Russisch fonds voor behoud van cultureel erfgoed is bereid gevonden om de operatie te financieren.